# 本郷村 (山形県西村山郡)
本郷村（ほんごうむら）は山形県西村山郡にあった村。現在の大江町中部にあたる。

## 地理
- 山：稲沢山、小畑山、蒲谷地山、地ノ沢山、御館山、田代山、高登屋山、若松山、小倉山
- 河川：月布川

## 歴史
- 1889年（明治22年）4月1日 - 町村制の施行により、橋上村、本郷村、所部村、塩野平村、堂屋敷村、荻野村、材木村、顔好村、十八才村、小釿村、楢山村、月布村、大鉢村の区域をもって発足。
- 1954年（昭和29年）10月1日 - 七軒村と合併して漆川村が発足。同日本郷村廃止。